# Monti Sette-Daban
I monti Sette-Daban (in russo хребет Сетте-Дабан?, chrebet Sette-Daban; in sacha Сэттэ Дабаан, Sette Dabaan) sono una catena montuosa situata nella Russia siberiana orientale (Repubblica Autonoma della Jacuzia).
Si trovano lungo il confine orientale della repubblica jacuta, allungandosi per circa 650 km con andamento arcuato nord-sud; sono delimitati a nord dalla valle del fiume Tompo (che li separa dalla catena principale dei monti di Verchojansk, al cui sistema montuoso appartengono), a sud e ad est da quella del fiume Allach-Jun'; si saldano a nordest con la catena dei monti Suntar-Chajata. Altri fiumi di un certo rilievo che scorrono nella zona dei Sette-Daban sono il Tyry e la Chandyga, tributari dell'Aldan.
Le montagne sono coperte nelle zone più basse dalla taiga siberiana, piuttosto stentata a causa del rigore e della lunghezza degli inverni; oltre i 1.000 metri circa di quota la foresta viene sostituita dalla tundra montana.
A causa dell'estrema rigidità del clima, l'intera zona è pochissimo popolata e non esistono centri urbani di qualche rilievo.